# Bibio trifasciatus
Bibio trifasciatus är en tvåvingeart som beskrevs av Yang och Chen 2002. Bibio trifasciatus ingår i släktet Bibio och familjen hårmyggor. Inga underarter finns listade i Catalogue of Life.